# الاتحاد البحريني لكرة السلة
الاتحاد البحريني لكرة السلة هي الجهة المسؤولة عن تنظيم رياضة كرة السلة في البحرين، تأسست عام 1974 وانضم إلى الاتحاد الدولي لكرة السلة عام 1975.
تاريخ انضمام الاتحاد للاتحادات الدولي/الآسيوي/العربي/التنظيمية:
·         الاتحاد الدولي لكرة السلة:        1975
·         الاتحاد الآسيوي لكرة السلة:        1977
·         الاتحاد العربي لكرة السلة:        1974
·         اللجنة التنظيمية لكرة السلة:     1981

## وصلات خارجية
- الموقع الرسمي (بالعربية) (بالإنجليزية)